# Sega Marine Fishing
Sega Marine Fishing est un jeu vidéo de pêche, développé par Wow Entertainment et édité par Sega, sorti en 1999 sur borne d'arcade, Dreamcast et Windows.

## Accueil
- GameSpot : 7,8/10[1]